# Euonymus rehderianus
Euonymus rehderianus är en benvedsväxtart som beskrevs av Ludwig Eduard Theodor Loesener. Euonymus rehderianus ingår i släktet Euonymus och familjen Celastraceae. Inga underarter finns listade.